# Chariesthes interrogationis
Chariesthes interrogationis är en skalbaggsart som beskrevs av Teocchi, Sudre, Jiroux, Sudre och Jiroux 2008. Chariesthes interrogationis ingår i släktet Chariesthes och familjen långhorningar. Inga underarter finns listade i Catalogue of Life.